# 掀蓋頭
掀蓋頭又称掀巾、挑方巾、揭方巾、揭盖头、挑盖头，是婚禮中掀開新娘蓋頭，讓新娘露面的儀式。不少民族如漢族、，瑤族、琉球族、突尼斯人等民族的傳統婚禮上，新娘都會用蓋頭遮蓋頭部，西式婚禮婚紗的頭紗也屬於蓋頭，這些婚禮都有掀蓋頭的儀式。